# Герб Предгорного муниципального округа
Герб Предгорного муниципального округа Ставропольского края Российской Федерации — опознавательно-правовой знак, служащий одним из официальных символов муниципального образования.
Первоначально был утверждён 22 декабря 2017 года как герб Предгорного муниципального района и внесён в Государственный геральдический регистр РФ с присвоением регистрационного номера 12487.
Переутверждён 26 февраля 2021 года как герб Предгорного муниципального округа.

## Описание и обоснование символики
Геральдическое описание герба округа гласит:

Герб представляет собой геральдический щит. В пересечённом на серебро и червлень щите лазоревая острозубчатая глава. Ниже линии деления — три золотых пшеничных колоса о пяти головках каждый. Поверх всего — две чёрные, с золотым убором казачьи шашки в ножнах, остриями вниз, накрест— Решение Думы Предгорного муниципального округа от 26 февраля 2021 г. № 17
.
Герб является так называемым «гласным» или «говорящим», так как изображённые в нём символы в полной мере отражают основополагающие исторические, природные, экономические и духовные составляющие зарождения, развития и современной жизнедеятельности округа. Предгорный муниципальный округ имеет уникальное географическое положение, поскольку расположен в предгорьях Кавказских гор. Округ входит в состав эколого-курортного региона Кавказские Минеральные Воды и является надёжным «продовольственным цехом» городов-курортов. Это обстоятельство легло в основу идейно-образного решения герба.
Горная гряда аллегорически указывает на расположение округа. Терское казачье войско отражено двумя казачьими шашками в ножнах, что говорит о миролюбии, мужестве и отваге казаков, проживающих на территории Предгорного округа. Пшеничные колосья символизируют не только сельскохозяйственную ориентацию округа и урожай, но и единство муниципального округа.
Лазурь (голубой цвет верхней части щита) символизирует красоту, величие, развитие, движение вперёд, надежду, мечту, а также водные богатства округа. Серебро (белый цвет горной гряды) символизирует благородство, высокий нравственный и интеллектуальный потенциал, чистоту и правдивость. Червлень (красный цвет нижней части щита) символизирует труд, мужество, жизненную силу, отвагу и дань уважения предкам. Золото (жёлтый цвет колосьев) символизирует знатность, могущество и богатство, а также христианские добродетели: веру, справедливость, милосердие и смирение. Кроме того, золото, подобно солнцу, не изменяется, не поддаётся воздействию извне, оно является символом вечности. Таким образом оно олицетворяет фундаментальное прошлое, стабильное настоящее и перспективное будущее округа.

## История

### Герб 1997 года
Появлению герба Предгорного района предшествовала организованная районной администрацией подготовительная работа, в рамках которой был осуществлён сбор предложений по данному вопросу, а затем сформирована специальная рабочая группа. В состав этой группы, возглавляемой главным архитектором района П. В. Бондаренко, в частности вошли редактор местной газеты «Искра» С. В. Фомин, принимавший активное участие в создании районной символики, и художник Ю. А. Логачёв, исполнивший эскиз герба. За основу главной фигуры герба было взято изображение орла, установленное на Горячей горе в черте города Пятигорска. Аналогичное изображение присутствовало в гербе Кавказских Минеральных Вод, принятом 28 июля 1995 года и впоследствии оказавшем «большое влияние на геральдику муниципальных образований на территории КМВ».

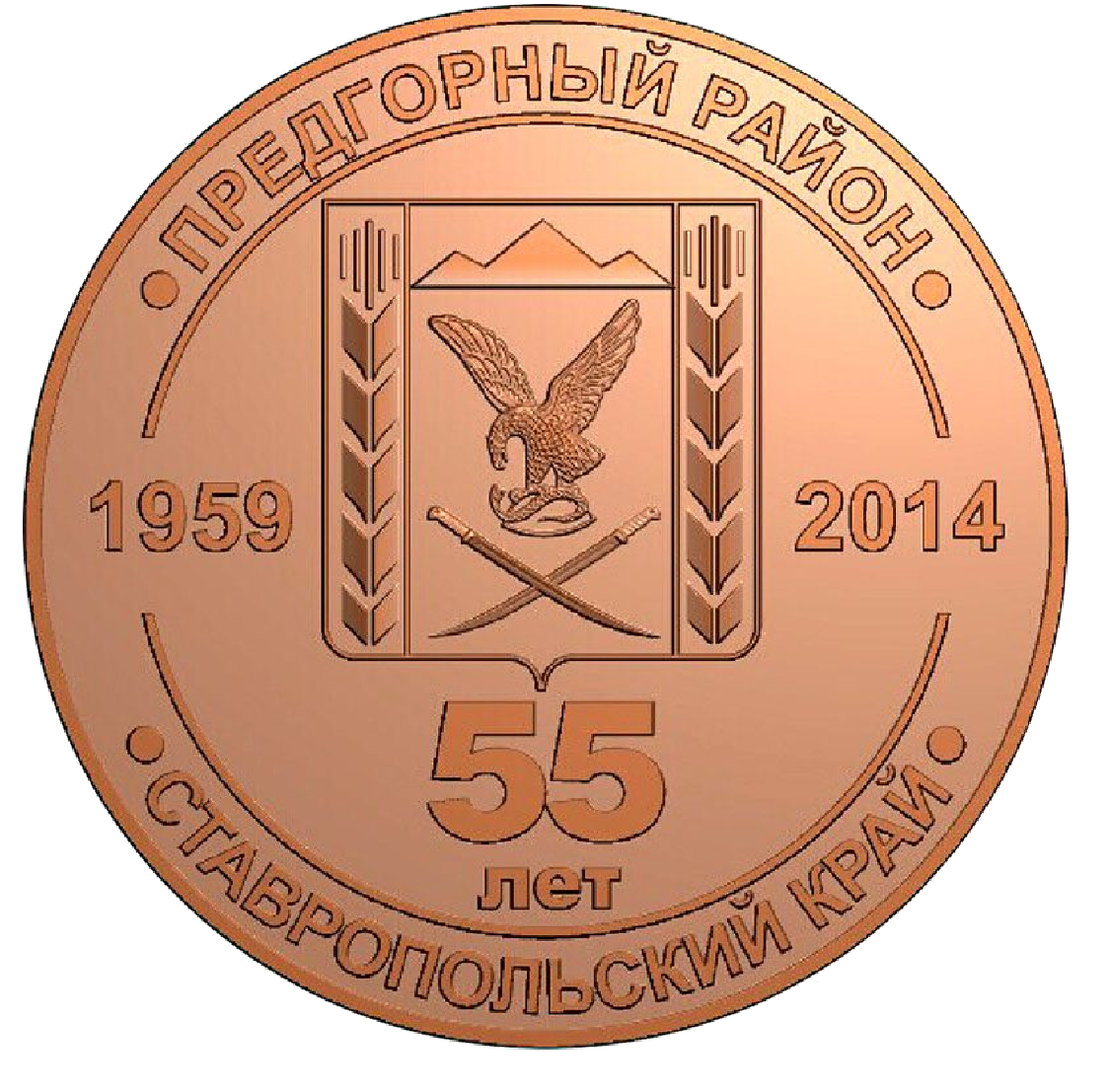
Изображение герба на медали «55 лет Предгорному району Ставропольского края»)

Герб района был утверждён 15 октября 1997 года. В книге по геральдике Ставропольского края «Символы малой родины» (2019) дано такое его описание:

В центре лазоревого щита — золотой орёл, терзающий змею и обращённый вправо; во главе щита серебряная гора с тремя вершинами, та, что в центре, большего размера; в основании щита серебряные скрещённые казачьи шашки; по бокам щита червлёные столбы, обременённые золотыми стилизованными колосьями.— Охонько Н. А. Символы малой родины
Герб 1997 года отражал исторические, природно-географические, социально-экономические и иные особенности района. Лазурь (синий цвет) одновременно символизировала «и плодородие земель предгорья, и чистый напоённый здоровьем воздух, и целебные источники минеральных вод». Орёл — символ Кавказских Минеральных Вод. Серебряная гора указывала на то, что район предгорный. Скрещённые шашки говорили о том, что «на этих землях издревле проживали и проживают казаки». Колосья отражали основную направленность района — сельское хозяйство, «призванное обеспечить продуктами питания близлежащие города-курорты».

### Проект 2016 года
После того, как в Ставропольском крае был введён в действие Федеральный закон «Об общих принципах организации местного самоуправления в Российской Федерации», символика Предгорного района, наделённого статусом муниципального образования, должна была пройти регистрацию в Геральдическом совете при Президенте РФ. Однако для этого требовалось привести герб муниципального района в соответствие геральдическим правилам, поскольку он содержал целый ряд нарушений: «наложение цвета на цвет (червлёные столбы на лазоревом поле); колосья изображены с разобщёнными зёрнами, что требует особой мотивации; в центре щита фигура орла, без изменений повторяющаяся в гербах Кавказских Минеральных Вод, г. Пятигорска и г. Железноводска». Выявившая перечисленные нарушения краевая геральдическая комиссия рекомендовала руководству Предгорного района провести корректировку неправильного герба.
В дальнейшем районная администрация решила не корректировать прежнюю символику, а разработать новую при участии Ставропольского краевого училища дизайна (Пятигорск). Итогом этой работы стал проект герба следующего содержания:

В пересечённом червлёно-лазоревом поле щита серебряные горы, внутри которых по центру две белые казачьи шашки, скрещённые остриями вниз, и золотые колосья с пятнадцатью зёрнами.— Охонько Н. А. Символы малой родины
.
16 декабря 2016 года данная символика была представлена на заседании геральдической комиссии при губернаторе Ставропольского края. Изучив проект герба, члены комиссии отметили необоснованность наличия золотой каймы по краю щита, понижавшей статус герба, и деления щита пополам по горизонтали (при отсутствии объединяющей фигуры), поскольку в последнем случае каждая из этих половин могла бы рассматриваться как самостоятельный герб. В наложении серебряных шашек на серебряные горы комиссия усматривала нарушение основного правила геральдики, запрещающего наложение металла на металл. Кроме того, были высказаны претензии к составлению геральдического описания герба. Администрации Предгорного района рекомендовали «продолжить работу по исправлению выявленных геральдических нарушений в представленной символике, доработать её в соответствии с правилами геральдики», а также составить «правильное описание герба и флага».

### Герб 2017 года
22 декабря 2017 года председатель районного совета И. П. Устименко и глава района И. В. Мятников подписали решение об утверждении официальных символов Предгорного муниципального района — герба и флага. Геральдическое описание нового герба гласило:

В пересечённом на серебро и червлень щите лазоревая острозубчатая глава. Ниже линии деления — три золотых пшеничных колоса о пяти головках каждый. Поверх всего — две чёрные, с золотым убором казачьи шашки в ножнах, остриями вниз, накрест— Решение совета Предгорного муниципального района от 22 декабря 2017 г. № 12
.
Доработку герба Предгорного района произвёл ставропольский художник-геральдист Сергей Евгеньевич Майоров. Герб 2017 года имел «ту же концепцию и зрительный образ», что и герб 1997 года, не прошедший утверждение в краевой геральдической комиссии. При этом из него была убрана фигура орла, а количество пшеничных колосьев увеличилось с двух до трёх. Колосья олицетворяли как аграрную хозяйственную ориентацию района, так и единство его муниципальных образований. Количество зёрен в колосьях (5+5+5) обозначало 15 сельских поселений района.
На заседании 28 июня 2018 года геральдическая комиссия при Губернаторе Ставропольского края одобрила принятую районом символику и рекомендовала направить её на рассмотрение Геральдического совета при Президенте РФ. После положительного заключения государственной Герольдии герб Предгорного муниципального района был внесён в Государственный геральдический регистр по номером 12487.
16 марта 2020 года муниципальные образования Предгорного района были объединены в Предгорный муниципальный округ.
Решением Думы Предгорного муниципального округа от 26 февраля 2021 года № 17 округ определён правопреемником герба и флага Предгорного муниципального района.